# Rue des Balkans
La rue des Balkans est une voie du 20e arrondissement de Paris, en France.

## Situation et accès
La rue des Balkans est une voie publique située dans le 20e arrondissement de Paris. Elle débute au 61, rue Vitruve et se termine au 148, rue de Bagnolet.

## Origine du nom
Les Balkans forment une chaîne de montagnes séparant la Bulgarie de la Turquie d'Europe.

## Historique
Cette voie de l'ancienne commune de Charonne, qui est indiquée sur le plan de Jouvin de Rochefort de 1672, s'appelait alors « route aux Vaches » avant de devenir « rue aux Vaches » car le bétail y passait pour se rendre aux pâturages.
Elle prend en 1731 le nom de « grand chemin de Vincennes », car elle conduisait à cette ville, avant de prendre le nom de « rue de Vincennes » qui constituait, en partie, la limite sud-ouest du parc du château de Bagnolet qui s'étendait jusque vers l'actuelle place de la Porte-de-Montreuil.
Classée dans la voirie parisienne en vertu du décret du 23 mai 1863, elle prend sa dénomination actuelle par un arrêté du 1er février 1877.
Le parcours de cette rue qui se terminait par une partie en retour d'équerre dans la rue Vitruve, au-delà de la rue Riblette, est rectifié sur une longueur de 30 mètres environ par un décret du 17 novembre 1910.
Une partie de la voie délimitait la ZAC Ancien Village de Charonne.